# Љубисав Андрић
Љубисав Андрић (Осладић, 28. март 1938 — Осладић, 20. фебруар 2002) био је српски књижевник, новинар и уредник. Писао је о Србији и градовима у Србији, а на страницама његових књига место су нашле историја, етнографија, археологија, поезија, путописни записи, сећања, старе мапе и гравире, привилегије, печати, грбови, скице, ликовне композиције, пејзажи и фотографије.
У родном Ваљеву је похађао основну школу, у Шапцу је завршио учитељску средњу школу 1958, док је студирање наставио у Загребу, где је и дипломирао на Факултету политичких наука 1969.
Сарађивао је са великим бројем листова и часописа, био је сарадник у Гласу Подриња (1961-1965), затим главни уредник Гласа деце Подриња (1996), уредник у Радио Новом Саду (1970-1976), покретач и уредник музичког листа Ријека (1970-1972), коментатор Радио Загреба за Србију (1976-1991), директор Издавачког предузећа Матица српска (1992-1993). Кренуо је да објављује 1959. године, а последња књига коју је написао (О Бранковини: записи, студије и путописи) објављена је две године након његове смрти (2004).
Био је члан Друштва књижевника Војводине и Удружења књижевника Србије (од 1992. године).

## Награде
- Златна значка Културно-просветне заједнице Србије
- Награда Стражилово (1998)
- Награде за новинарска остварења на охридском фестивалу Недеља радија (1973, 1975. и 1976).

## Признања
Тренутно улице у два града у Србији носе назив по њему:
- Улица Љубисава Андрића у Шапцу, од 2011. године
- Улица Љубисава Андрића у Ваљеву, од 2019. године

## Дела
- Књига Ваљевска Каменица (1974)
- Монографија Хор 66 девојака (1983)
- Студија Ваљево од постања (1985)
- Књига Разговор са Миланом Коњовићем (1985)
- Сепарати о Јовану Павловићу (1985)
- Књига Новосадски разговори (1987)
- Сепарати о Петру Протићу Сокољанину (1987)
- Књига Са Десанком Максимовић (1989)
- Књига Разговор о естетици са Данко Грлић, Милан Дамјановић, Иван Фохт, Сретен Петровић, Мирко Зуровац (1989)
- Књига Велика сеоба (1990)
- Књига Домаћи и страни посетиоци Вукова Тршића (1992)
- Књига 333 питања Милану Кечићу (1993)
- Књига Ваљевски разговори (1993)
- Књига Споменица о столетници Љубомира П. Ненадовића (1995)
- Књига Сремски Карловци, неугасиво кандило (1997)[1]
- Књига О Хиландару (1998)
- Књига о Исидори Секулић Апостол самоће (1998)
- Књига О Бранковини: записи, студије и путописи (2004)
- 101 анегдота о Љуби Ненадовићу

Приредио је и следеће књиге (потписан је као сарадник):
- Александар Тишма: Шта сам говорио (1991)
- Љубомир Павловић: О Ваљеву и Шапцу (1994)
- Бошко Петровић: Усмена реч (1994)
- Вељко Петровић: Српски писци и сликари (1994)
- Љубомир Ненадовић у шали и збиљи (1995)
- Споменар Љубе Ненадовића (1995),
- Александар Тишма: Шта сам говорио (1996)
- Бошко Петровић: Време времена (1996)